# Тодор Секулић
Тодор Секулић био је југословенски селектор који је водио репрезентацију Краљевине Срба, Хрвата и Словенаца на Олимпијским играма 1924.
Рођен је у Београду. На мјесту селектора наслиједио је Вељка Угринића. Након пораза од Уругваја на мјесту селектора га је замијенио Душан Зинаја.
Меч репрезетације Краљевине СХС под руководством Секулића:
| #   | Датум  | Противник | Резултат  | Стрелци                                                                                                   | Стадион, Место            | Глед. | Судија               | Састав | Врста           | Извор                                  |
| --- | ------ | --------- | --------- | --- | ------------------------- | ----- | -------------------- | --- | --------------- | -------------------------------------- |
| 11. | 26.05. | Уругвај   | 0:7 (0:3) | 0:1 Видал 20' 0:2 Скароне 23', 0:3 Петроне 35', 0:4 Сеа 50' 0:5 Романо 58', 0:6 Петроне 61', 0:7 Сеа 80', | Олимпијски стадион Коломб | 1.000 | Жорж Валат Француска | Врђука (Гра. 7/0), Врбанчић (ХАШК 6/0), Дасовић (ХАШК 5/0), Марјановић (ХАШК 1/0), Родин (Хај. 2/0), Рупец (Гра. 9/0), Бабић (Гра. 6/0), Петковић (Југ. 3/1), Першка (Гра. 10/1), Винек (Кон. 6/3), Плацериано (ХАШК 1/0), Селектор:Тодор Секулић (1) | Олимпијске игре | Архивирано на веб-сајту (14. јун 2010) |

Легенда:
- (Гра. 1/0 ) = НК Грађански, 1 прва утакмица, 0 голова, капитен